# Bigorne
Bigorne é uma povoação portuguesa do Município de Lamego que foi sede da extinta Freguesia de Bigorne, freguesia que tinha 4,98 km² de área e 46 habitantes (2011), e, por isso, uma densidade populacional de 9,2 hab/km².
A Freguesia de Bigorne foi extinta em 2013, no âmbito de uma reforma administrativa nacional, para, em conjunto com as Freguesias de Magueija e Pretarouca, formar uma nova freguesia denominada União das Freguesias de Bigorne, Magueija e Pretarouca com a sede em Magueija.

## População
| População da freguesia de Bigorne | População da freguesia de Bigorne | População da freguesia de Bigorne | População da freguesia de Bigorne | População da freguesia de Bigorne | População da freguesia de Bigorne | População da freguesia de Bigorne | População da freguesia de Bigorne | População da freguesia de Bigorne | População da freguesia de Bigorne | População da freguesia de Bigorne | População da freguesia de Bigorne | População da freguesia de Bigorne | População da freguesia de Bigorne | População da freguesia de Bigorne |
| --------------------------------- | --------------------------------- | --------------------------------- | --------------------------------- | --------------------------------- | --------------------------------- | --------------------------------- | --------------------------------- | --------------------------------- | --------------------------------- | --------------------------------- | --------------------------------- | --------------------------------- | --------------------------------- | --------------------------------- |
| 1864                              | 1878                              | 1890                              | 1900                              | 1911                              | 1920                              | 1930                              | 1940                              | 1950                              | 1960                              | 1970                              | 1981                              | 1991                              | 2001                              | 2011                              |
| 373                               | 189                               | 404                               | 440                               | 422                               | 447                               | 460                               | 166                               | 469                               | 178                               | 130                               | 107                               | 47                                | 39                                | 46                                |

Nos censos de 1864 a 1930 tinha anexada a freguesia de Petrarouca. Pelo decreto lei nº 27.424, de 31/12/1936, esta freguesia foi extinta, ficando incorporada na freguesia de Bigorne. No entanto, no censo de 1940 figuram como freguesias distintas. Pelo decreto lei nº 39.835, de 02/10/1954, foi novamente criada a freguesia de Petrarouca com lugares da freguesia de Bigorne.
| Distribuição da População por Grupos Etários | Distribuição da População por Grupos Etários | Distribuição da População por Grupos Etários | Distribuição da População por Grupos Etários | Distribuição da População por Grupos Etários | Distribuição da População por Grupos Etários | Distribuição da População por Grupos Etários | Distribuição da População por Grupos Etários | Distribuição da População por Grupos Etários | Distribuição da População por Grupos Etários |
| -------------------------------------------- | -------------------------------------------- | -------------------------------------------- | -------------------------------------------- | -------------------------------------------- | -------------------------------------------- | -------------------------------------------- | -------------------------------------------- | -------------------------------------------- | -------------------------------------------- |
| Ano                                          | 0-14 Anos                                    | 15-24 Anos                                   | 25-64 Anos                                   | > 65 Anos                                    |                                              | 0-14 Anos                                    | 15-24 Anos                                   | 25-64 Anos                                   | > 65 Anos                                    |
| 2001                                         | 3                                            | 4                                            | 13                                           | 19                                           |                                              | 7,7%                                         | 10,3%                                        | 33,3%                                        | 48,7%                                        |
| 2011                                         | 11                                           | 0                                            | 21                                           | 14                                           |                                              | 23,9%                                        | 0,0%                                         | 45,7%                                        | 30,4%                                        |

Média do País no censo de 2001:  0/14 Anos-16,0%; 15/24 Anos-14,3%; 25/64 Anos-53,4%; 65 e mais Anos-16,4%
Média do País no censo de 2011:   0/14 Anos-14,9%; 15/24 Anos-10,9%; 25/64 Anos-55,2%; 65 e mais Anos-19,0%